# Xerocomus rufostipitatus
Xerocomus rufostipitatus är en svampart som beskrevs av McNabb 1968. Xerocomus rufostipitatus ingår i släktet Xerocomus och familjen Boletaceae.   Inga underarter finns listade i Catalogue of Life.